# Mykoła Jurczenko
Mykoła Mykołajowycz Jurczenko, ukr. Микола Миколайович Юрченко, ros. Николай Николаевич Юрченко, Nikołaj Nikołajewicz Jurczienko (ur. 31 marca 1966 w Iwano-Frankowsku, Ukraińska SRR) – ukraiński piłkarz, grający na pozycji pomocnika, (wcześniej napastnika), reprezentant Ukrainy.

## Kariera piłkarska

### Kariera klubowa
Wychowanek DJuSSz "Spartak" w Iwano-Frankowsku. W 1983 zaczął występować w rezerwowej drużynie Szachtara Donieck, skąd powrócił do rodzinnego klubu Prykarpattia Iwano-Frankowsk. W 1988 przeszedł do SKA Karpaty Lwów, który w 1989 zmienił lokalizacje i stał nazywać się Hałyczyna Drohobycz. Po krótkim czasie przeniósł się do Krywbasa Krzywy Róg. W 1990 ponownie wrócił do Prykarpattii. W 1991 został zaproszony do Dynama Kijów, z którym doszedł do 1/4 finału w Pucharze Zdobywców Pucharów. Potem wyjechał do Czechosłowacji, gdzie bronił barw klubu FC Zbrojovka Brno, który potem zmienił nazwę na Boby Brno. W 1993 wrócił z bratem Ihorem do macierzystego klubu, w którym w wieku 29 lat zakończył karierę w 1995 roku.

### Kariera reprezentacyjna
15 marca 1994 zadebiutował w reprezentacji Ukrainy w spotkaniu towarzyskim z Izraelem przegranym 0:1. To był jego jedyny mecz reprezentacyjny.

## Kariera zawodowa
Po zakończeniu kariery zawodniczej prowadzi swój prywatny biznes w Czechach.

## Nagrody i odznaczenia
- tytuł Mistrza Sportu ZSRR: 1991